# Ricardo Pavoni
Pour les articles homonymes, voir Pavoni.
Ricardo Elbio Pavoni Cúneo, né le 8 juillet 1943 à Montevideo (Uruguay), est un footballeur uruguayen.

## Biographie
Jouant au poste de défenseur, il est international uruguayen à 13 reprises pour 2 buts, de 1962 à 1974. Il participe à la Coupe du monde de football 1974, en Allemagne de l'Ouest, fait les trois matchs de l'Uruguay et est le seul buteur uruguayen de la Coupe du monde 1974, marquant contre la Bulgarie, à la 87e minute (1-1).
Il ne connaît que deux clubs dans sa carrière, un en Uruguay (Defensor Sporting Club) et un en Argentine (CA Independiente). Il ne remporte des titres qu'avec le club argentin, en Argentine, en Amérique du Sud, en Amérique et au niveau mondial.

## Clubs
- 1960-1965 :  Defensor Sporting Club
- 1965-1976 :  CA Independiente

## Palmarès
Championnat d'Argentine de football
- Vainqueur en 1967 (nacional), en 1970 (métropole) et en 1971 (métropole)

Copa Interamericana
- Vainqueur en 1973, en 1974 et en 1976

Copa Libertadores
- Vainqueur en 1965, en 1972, en 1973, en 1974 et en 1975

Coupe intercontinentale
- Vainqueur en 1973 (bat la Juventus FC)
- Finaliste en 1972 (battu par Ajax Amsterdam) et en 1974 (battu par Atletico Madrid)